# 赵来章
赵来章（?—?），唐朝河南府新安县（今河南省新安县）人，赵弘智的玄孙。
赵来章的父亲赵矜，举明经，担任舞阳主簿，吴少诚造反，赵矜以县归朝，改任襄城主簿，赐牙绯。历任襄阳县丞。客死在柳州，官方为之敛葬。十七年后，赵来章长大了，从襄阳到柳州寻找父亲的墓葬，没有找到，在野外痛哭。再过了十天，占卜人秦誗为他筮占：“金食其墨，而火以贵，墓当丑位，在道路之右，南有贵神，守护冢土。应遇西方人，深目髯须，可得其实情。”第二天，有老人路过其所，赵来章问他，找到了赵矜之墓，正在社庙之北，于是归葬祖先赵弘安、赵弘智兄弟墓旁。时人同情赵来章之孝，都为他流泪。

## 延伸阅读
[在维基数据编辑]
 《新唐書·卷106》，出自《新唐書》